# Линьков Михайло Тихонович
Михайло Тихонович Линьков (біл. Міхась Ціханавівіч Лынькоў, літературний псевдонім Міхась Линьков (біл. Міхась Лынькоў); 18 (30) листопада 1899, село Зазиби, Вітебська губернія — 21 вересня 1975, Мінськ) — білоруський письменник, літературний критик, літературознавець, громадський діяч. Народний письменник Білоруської РСР (1962), академік АН БРСР (1953). Депутат Верховної Ради БРСР 1-8-го скликань.

## Біографія
Народився 18 (30) листопада 1899 року в сім'ї залізничника в селі Зазиби, Вітебської губернії (нині Ліозненський район Вітебської області).
У 1917 закінчив Рогачовську вчительську семінарію. У 1919—1922 роках служив у Червоній армії, брав участь у радянсько-польській війні, воював на колчаківському фронті. Потім працював учителем у селі Липиничі, був активним сількором.
Літературну діяльність розпочав у 1919 році, коли в смоленській газеті «Боротьба» був опублікований його перший вірш. Будучи редактором щоденної Бобруйської окружної газети «Камуніст», писав під кількома псевдонімами (Міхась Василько та ін.) Виступив одним з ініціаторів створення Бобруйського відділення білоруського літературного об'єднання «Молодняк». З 1930 Міхась Линьков працював у Державному видавництві БРСР в Мінську. З 1933 по 1941 роки був редактором провідного літературного журналу «Полымя рэвалюцыі» (Полум'я революції). Існує думка, що на цій посаді Линькову вдалося захистити білоруську літературу в умовах тоталітаризму. Член Спілки письменників СРСР з моменту її заснування в 1934 році. У 1938—1948 роках займав посаду голови Союзу письменників БРСР.
Помер 21 вересня 1975. Похований у Мінську на Східному кладовищі, на могилі поставлено пам'ятник.

## Родина
У 1927 році перший раз одружується з вчителькою Ханою Абрамівною. Від цього шлюбу народився син Марек. Але в 1941 році дружина і син Линькова були страчені нацистами. Із другою дружиною Софією Захарівною не було своїх дітей, але було троє прийомних.

## Творчість
Автор численних оповідань і повістей, в тому числі повістей для дітей («Миколка-паровоз», 1937, та інших), присвячених Громадянській війні, партизанському рухові білоруського народу під час Другої світової війни. Видатним твором білоруської літератури став роман-епопея Михася Линькова «Незабутні дні» (т. 1-4, 1948-58). За цей твір був удостоєний Державної премії БРСР імені Якуба Коласа (1968).
Літературознавчі роботи присвячені життю і творчості Янки Купали, Якуба Коласа, Кузьми Чорного, Івана Мележа, Антона Чехова, Льва Толстого та інших письменників. Перекладав на білоруську мову твори Максима Горького і Миколи Тихонова.
Книги Линькова перекладені багатьма іноземними мовами.
За творами Линькова поставлені фільми «Дід Овсій і Палажка» (1975) і «Миколка-паровоз» (1956).

## Нагороди
Нагороджений трьома Орденами Леніна, трьома Орденами Трудового Червоного Прапора та іншими орденами і медалями.

## Вшанування пам'яті

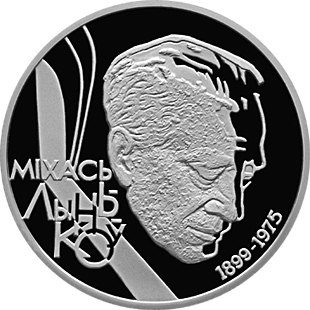
Ювілейна монета Національного Банку Республіки Білорусь, присвячена 100-річчю з дня народження Михайла Линькова

У Бобруйську в 2011 році заснована спеціальна премія міського виконавчого комітету імені письменника Михася Линькова діячам культури, мистецтва, ЗМІ за досягнення у популяризації білоруської мови.
Ім'я М. Т. Линькова присвоєно Гомельському професійно-технічному училищу залізничників № 35, середній школі в селі Кринки Ліозненського району; його ім'ям названі вулиці в Первомайському районі міста Бобруйська, в Мінську, в селі Лужесно Вітебського району, провулок у місті Клецьк; в Кринковській середній школі і в Бронницькій (Буда-Кошельовський район) восьмирічній школі створено музеї письменника; в Мінську на будинку, де він жив, і в Бобруйську на будівлі редакції газети «Комуніст», де він працював, встановлені меморіальні дошки.